# Narcissus × carringtonii
Narcissus × carringtonii là một loài thực vật có hoa lai ghép trong họ Amaryllidaceae. Loài này được Rozeira mô tả khoa học đầu tiên năm 1962.